# Guabiju
Guabiju is een gemeente in de Braziliaanse deelstaat Rio Grande do Sul. De gemeente telt 1.702 inwoners (schatting 2009).